# Río Negro (Lago Chapo)
El río Negro es un curso natural de agua que fluye en la Región de Los Lagos de Chile hasta desembocar en la ribera norte del lago Chapo.

## Historia
Luis Risopatrón lo describe sucintamente en su Diccionario Jeográfico de Chile de 1924 sobre el río:: 584 
Negro (Rio) 41° 23' 72° 32'. Es de corto curso i afluye del N a la parte N del lago Chapo. 61, XCVIII mapa; 112, II, mapa de Fonck. (1896); 134; i 156.